# ماهر الحناشی
ماهر الحناشی (عربی: ماهر بن عمر الحناشي؛ زادهٔ ۳۱ اوت ۱۹۸۴) بازیکن فوتبال اهل تونس است.

## باشگاهی
از باشگاه‌هایی که در آن بازی کرده‌است می‌توان به باشگاه فوتبال صفاقسی اشاره کرد.

## تیم ملی
وی همچنین در تیم ملی فوتبال تونس بازی کرده است.